# Alexander Chukwukelu
Alexander Chukwukelu (* 13. September 2004) ist ein nigerianisch-US-amerikanischer Leichtathlet, der sich auf den 110-Meter-Hürdenlauf spezialisiert hat. Mit der nigerianischen 4-mal-100-Meter-Staffel wurde er 2024 in Douala Vizeafrikameister.

## Sportliche Laufbahn
Alexander Chukwukelu wuchs im texanischen Forney auf und studiert seit 2023 an der University of Kentucky. Erste internationale Erfahrungen sammelte er im Jahr 2024, als er für Nigeria bei den Afrikameisterschaften in Douala in 14,26 s den sechsten Platz über 110 m Hürden belegte und der nigerianischen 4-mal-100-Meter-Staffel zum Finaleinzug verhalf und somit zum Gewinn der Silbermedaille beitrug.

## Persönliche Bestleistungen
- 110 m Hürden: 13,73 s (+0,7 m/s), 20. April 2024 in Lexington
  - 60 m Hürden (Halle): 7,87 s, 20. Januar 2024 in Lubbock